# カラヤン (小惑星)
カラヤン (6973 Karajan)は、小惑星帯に位置する小惑星。1992年4月27日、日本人の上田清二と金田宏が釧路の天文台（コード399）で発見した。
2007年9月26日、オーストリアの指揮者で、35年間に渡りベルリン・フィルの指揮者を務めたヘルベルト・フォン・カラヤン(1908–1989)にちなんで命名された。
関連は不明だが、小惑星番号で次の6974番はハンガリー出身の指揮者ゲオルク・ショルティから命名された「ショルティ」となっていて、著名なオーケストラ指揮者の名前が連続している。